# Fredrik Ulrik Wrangel (1719–1793)
Fredrik Ulrik Wrangel af Sauss, född 1 april 1719, död 4 december 1793, var en svensk friherre, brukspatron och generalmajor.

## Biografi
Wrangel af Sauss blev 1733 volontär vid livgardet och efter några år reser han till Frankrike där han 1746 utnämns till löjtnant i den franska armén. Han återvände till Sverige och medverkade i den svenska arméns strider vid Finska kriget 1741-1742. Han blev kapten vid livgardet 1748 och under det Pommerska kriget 1757-1769 avancerade han fort genom de olika graderna. 1754 överstelöjtnant för Östgöta kavalleriregemente innan han 1761 utnämndes till överste vi Södra skånska kavalleriregementet. Hen erhöll avsked som generalmajor 1770. Han var amatörviolinist och medlem i Par Bricole och Utile Dulci. Han invaldes som ledamot nr 39 av Kungliga Musikaliska Akademien den 16 juni 1772.
Fredrik Ulrik Wrangel af Sauss var son till Otto Reinhold Wrangel, som tillsammans med sin bror Anton Johan Wrangel naturaliserades som svensk adel 1723 med namnet Wrangel af Sauss. Fredrik Ulrik Wrangel af Sauss upphöjdes tillsammans med sin bror Anders Reinhold till friherrar den 15 oktober 1771 på Stockholms slott av Gustav III och den friherrliga ätten Wrangel af Sauss introducerades som ätt nummer 279 på Sveriges riddarhus 1776. Fredrik Ulriks bror Anders Reinhold upphöjdes 1778 till greve och blev då stamfader till den grevliga ätten Wrangel nummer 99.

### Familj[6]
Wrangel gifte sig den 30 juli 1754 med friherrinnan Anna Margareta Hamilton af Hageby (1737-1761) som dock dog i barnsäng redan 1761. Han gifte om sig den 10 juli 1764 med friherrinnan Brita Eleonora Barnekow (1735-1808).
Wrangel fick fyra barn med första hustrun, bland andra sonen Carl Reinhold Wrangel af Sauss, och tre barn med den andra hustrun.
Från sin far general Otto Reinhold Wrangel fick han 1744 ärva halva faderns del av Laxå bruk, och han löste även in sin brors andel. Efter att han 1770 köpte egendomen Åkerby i Gräve socken tog han avsked från det militära för att helt kunna ägna sig åt skötseln av egemdomarna. Efter att han tidigare löst ut Johan Abraham Hamilton från Laxå bruk lyckades han 1771 lösa in den sista delen av bruket från överste Du Rietz och bli ensam ägare. Som förvaltare i Laxå anställde han inspektoren Petter Borre, från 1778 arrenderade han ut bruket till bergsfogden Jan Astrin och Ölsboda bruk tog över arrendet 1781. Wrangel sålde Laxå bruk till Elias Strokirk 1787..